# Rio Pardo Grande
O rio Pardo Grande é um curso de água do estado de Minas Gerais, Brasil. É um afluente da margem direita do rio das Velhas e, portanto, um subafluente do rio São Francisco. Apresenta 80 km de extensão e drena uma área de 1977 km². Suas nascentes localizam-se na serra do Espinhaço, no município de Diamantina, a uma altitude de aproximadamente 1400 metros.
Alguns trechos do rio Pardo Grande servem de limite natural de municípios. O trecho entre a foz do córrego da Bandeira e a confluência do ribeirão das Varas separa os municípios de Diamantina e Augusto de Lima. O trecho entre a foz do ribeirão das Varas e a confluência do rio Pardo Pequeno separa os municípios de Augusto de Lima e Monjolos. A partir da foz do rio Pardo Pequeno, o rio Pardo Grande separa os municípios de Augusto de Lima e Santo Hipólito até sua foz no rio das Velhas